# Luther Adler
Pour les articles homonymes, voir Adler.
Luther Adler (né le 4 mai 1903, mort le 8 décembre 1984) est un acteur américain de théâtre, de cinéma et de télévision, et également metteur en scène à Broadway.

## Biographie
Né Lutha Adler à New York, il est l'un des enfants d'une famille qui en compte six. Ses parents sont les acteurs russes et juifs Sara et Jacob Pavlovitch Adler. Ses frères et ses sœurs travaillent également au théâtre, notamment sa sœur Stella Adler, qui est célèbre en tant qu'actrice et professeur dramatique.
Adler fait sa première apparition à Broadway en 1921 et apparait dans plusieurs productions avant de rejoindre « The Group Theatre » en 1931. Il joue avec Katharine Cornell dans Alien Corn (1933), avec sa sœur Stella dans Gold Eagle Guy (en) (1934), Awake and Sing! (en) et Le Paradis perdu (les deux en 1935), et avec Frances Farmer dans Golden Boy (en) (1937). Au début des années 1940 il est également metteur en scène, mais sa première production, They Should Have Stood in Bed cesse après seulement 7 représentations en 1942. Son aventure suivante comme metteur en scène, A Flag is Born (en), est représentée 120 fois en 1946 avec un jeune premier, Marlon Brando, dans l'un des rôles principaux.
Adler est marié à l'actrice Sylvia Sidney de 1938 à 1947.
Il est mort à Kutztown (Pennsylvanie), et est enterré au cimetière du Mont Carmel, à Glendale, New York, à côté de sa famille, dont sa sœur aînée, Stella.

## Filmographie partielle

### au cinéma
- 1937 : Amour d'espionne (Lancer Spy) de Gregory Ratoff : Schratt
- 1945 : Pris au piège (Cornered) d'Edward Dmytryk : Marcel Jarnac
- 1948 : Le Réveil de la sorcière rouge (Wake of the Red Witch) d'Edward Ludwig : Mayrant Ruysdaal Sidneye
- 1948 : Les Amours de Carmen (The Loves of Carmen) de Charles Vidor : Dancaire
- 1949 : La Maison des étrangers (House of Strangers) de Joseph L. Mankiewicz : Joe Monetti
- 1950 : Le Fauve en liberté (Kiss Tomorrow Goodbye) de Gordon Douglas
- 1950 : La Belle de Paris (Under My Skin) de Jean Negulesco : Louis Bork
- 1950 : Mort à l'arrivée (D.O.A.) de Rudolph Maté : Majak, le chef des gangsters
- 1950 : Le Bistrot du péché (South Sea Sinner) de H. Bruce Humberstone : Cognac
- 1951 : M de Joseph Losey : Dan Langley
- 1951 : Le Renard du désert (The Desert Fox: the Story of Rommel) de Henry Hathaway : Adolf Hitler
- 1951 : The Magic face de Frank Tuttle : Rudi Janus / Janus the Great / Adolf Hitler
- 1953 : Les Démons du Texas (The Tall Texan) d'Elmo Williams
- 1956 : L'Ardente gitane (Hot blood) de Nicholas Ray : Marco Torino
- 1959 : La Colère du juste (The Last Angry Man) de Daniel Mann
- 1966 : L'Ombre d'un géant (Cast a Giant Shadow) de Melville Shavelson : Jacob Zion
- 1976 : Le Voyage des damnés (Voyage of the Damned) de Stuart Rosenberg : Professeur Weiler
- 1981 : Absence de malice (Absence of Malice) de Sydney Pollack : Oncle Santos Malderone

### à la télévision
- General Electric Theater
- Kraft Television Theater (en)
- Robert Montgomery Presents (en)
- La Quatrième Dimension
- The Untouchables
- Ben Casey
- 77 Sunset Strip
- Mission: Impossible
- Hawaï police d'État
- Les Rues de San Francisco